# Småblommigt kärleksgräs
Småblommigt kärleksgräs (Eragrostis parviflora) är en gräsart som först beskrevs av Robert Brown, och fick sitt nu gällande namn av Carl Bernhard von Trinius. Enligt Catalogue of Life ingår Småblommigt kärleksgräs i släktet kärleksgrässläktet och familjen gräs, men enligt Dyntaxa är tillhörigheten istället släktet kärleksgrässläktet och familjen gräs. Arten förekommer tillfälligt i Sverige, men reproducerar sig inte. Inga underarter finns listade i Catalogue of Life.